# Адалберт III фон Боген
Адалберт III (IV) фон Боген или Алберт III (IV) фон Боген (на немски: Adalbert III von Bogen; Albert III von Bogen; Albrecht III, Albert IV/Adalbert IV) от род фон Боген, странична линия от династията Бабенберги от Австрия, е граф на Боген и Виндберг (1197), също фогт на манастирите Прюфенинг, Обералтайх и Виндберг.

## Биография
Роден е на 19 юли 1165 година. Той е единственият син и наследник на граф Бертолд II фон Боген-Виндберг († 21 март 1167) и втората му съпруга графиня Лиутгард фон Бургхаузен († 24 февруари 1195), дъщеря на граф Гебхард I фон Бургхаузен († 1163) и маркграфиня София фон Ветин-Майсен († сл. 1190). Внук е на граф Алберт II фон Боген-Виндберг († 13 януари 1146) и втората му съпруга графиня Хедвиг (Хадвиг) фон Виндберг († 1 декември 1162) от род Ваймар-Орламюнде-Истрия.
Родът фон Боген е през 12 и 13 век значим висш род в Бавария с резиденция северно от Дунав до Щраубинг. Около 1140 г. дядо му и баба му основават манастир Виндберг с помощта на епископ Ото фон Бамберг († 1139), който е осветен на 21 и 22 май 1142 г.
Адалберт/Алберт III става през 1168 г. фогт на манастир Виндберг, ок. 1180 г. фогт на манастир Прюфенинг и ок. 1190 г. фогт на манастир Обералтайх. Заради конфликт с манастира в Нидералтайх той построява там един замък през 1180 г. Адалберт води множество битки, през 1192 г. е осъден и се подчинява. Той последва 1195/1196 г. император Хайнрих VI в кръстоносния поход (1197) в Италия, прави огромни задължения и помага на Бохемия да стане кралство. По време на похода той умира на 20 декември 1197 г. на 32 години.
Неговият син Адалберт/Алберт IV († 1242), граф на Боген, е последният мъжки представител на рода. Негов наследник е полубрат му баварския херцог Ото II фон Вителсбах († 1253).
С измирането на графовете фон Боген техните собствености отиват през 1242 г. на Вителсбахите.

## Фамилия
Адалберт III фон Боген се жени 1184 г. за принцеса Людмила Бохемска (* 1170; † 4 август 1240), дъщеря на бохемския херцог Фредерик († 1189) и Елизабет/Ержебет от Унгария († сл. 1190), дъщеря на унгарския крал Геза II († 1162) и Ефросина Киевска († 1186). Тя е (доведена) братовчедка на Отокар I, крал на Бохемия. Двамата имат три сина:
- Бертхолд III/IV (* ок. 1190; † 12 август 1218), убит в Петия кръстоносен поход), граф на Боген, женен за Кунигунда фон Хиршберг († сл. 2 февруари 1249), дъщеря на граф Гебхард II фон Хиршберг († сл. 1232) и Агнес фон Труендинген († сл. 1232). Кунигунда се омъжва втори път пр. 17 август 1223 г. за граф Конрад фон Васербург († 28 януари 1259)
- Лиутполд († 10 май 1221), граф на Боген (1209), става пробст в „Алтен Капеле“ в Регенсбург (1215) и фогт на Нидералтайх
- Адалберт/Алберт IV/V († 15 януари 1242), граф на Боген, кръстоносец (тръгва 1209/10 г. с император Ото IV в Италия, 1217/1218 в кръстоносния поход в Египет, 1234/35 г. в Палестина); последен мъжки представител на рода, женен за Рихенца фон Дилинген († 20 юни), дъщеря на граф Адалберт III фон Дилинген († 15 февруари 1214) и (Хайлика) фон Вителсбах († сл. 1180), дъщеря на херцог Ото I от Бавария († 1183) и графиня Агнес фон Лоон († 1191). Негов наследник е полубрат му баварския херцог Ото II фон Вителсбах († 1253).
- вер. Диполд († 1219), духовник в Регенсбург

През края на октомври 1204 г. вдовицата му Людмила Бохемска († 1240) се омъжва втори път в Келхайм за херцог Лудвиг I Келхаймерски (1173 – 1231), херцог на Бавария и пфалцграф при Рейн от фамилията Вителсбахи, бивш противник на първия ѝ съпруг Адалберт III фон Боген. Лудвиг е добър баща на нейните доведени три сина. Людмила е прародител на баварските херцози. Людмила основава през 1232 г. манастир Зелигентал в Ландсхут, като гробно место на Вителсбахите, където започва да живее и е погребана там.